# Calliphora bezzii
Calliphora bezzii är en tvåvingeart som beskrevs av Hardy 1932. Calliphora bezzii ingår i släktet Calliphora och familjen spyflugor. Inga underarter finns listade i Catalogue of Life.